# Tramwaje w Pachuce
Tramwaje w Pachuce – zlikwidowany system komunikacji tramwajowej w meksykańskim mieście Pachuca, działający w latach 1905–1953.

## Historia
Tramwaje konne w Pachuce uruchomiono w 1905. Wkrótce uruchomiono także tramwaje parowe. Sieć tramwajowa składała się z 27 km tras o szerokości 914 mm. W lutym 1906 kopalnia Real del Monte zleciła firmie Siemens elektryfikację swoich linii. W 1912 nowa spółka Compañía de Luz, Fuerza y Ferrocarriles zamówiła w firmie MAN 5 wagonów silnikowych. Tramwaje o nr od 1 do 3 były większe od tych o nr 4 i 5. Tramwaje elektryczne uruchomiono około 1912. Rozstaw toru wynosił 914 mm. W 1924 spółka dysponowała 5 lokomotywami elektrycznymi, 5 tramwajami silnikowymi oraz 60 wagonami, które kursowały po trasach o długości 34 km. Prawdopodobnie w 1930 zlikwidowano linię o długości 13 km. Sieć zlikwidowano w latach 40. XX w. Ostatnią podmiejską linię do kopalni Dos Carlos zlikwidowano wraz z zamknięciem kopalni w 1953.